# داميان روبنسون
داميان روبنسون (بالإنجليزية: Damien Robinson)‏ هو لاعب كرة قدم أمريكية أمريكي، ولد في 22 ديسمبر 1973 في دالاس في الولايات المتحدة.

## وصلات خارجية
- داميان روبنسون على موقع مرجع كرة القدم المحترفة.كوم (الإنجليزية)